# Demonax arcuata
Demonax arcuata là một loài bọ cánh cứng trong họ Cerambycidae.